# Agía Paraskeví (ort i Grekland, Mellersta Makedonien, Chalkidike)
Agía Paraskeví (Agia Paraskevi) är en ort i Grekland.   Den ligger i prefekturen Chalkidike och regionen Mellersta Makedonien, i den nordöstra delen av landet, 220 km norr om huvudstaden Aten. Agía Paraskeví ligger 219 meter över havet och antalet invånare är 294.
Terrängen runt Agía Paraskeví är platt åt sydost, men åt nordväst är den kuperad. Runt Agía Paraskeví är det ganska glesbefolkat, med 42 invånare per kvadratkilometer. Närmaste större samhälle är Pefkochóri, 3,8 km norr om Agía Paraskeví. 